# آلویسیوس آگو
آلویسیوس آگو (انگلیسی: Alloysius Agu؛ زادهٔ ۱۲ ژوئیهٔ ۱۹۶۷) بازیکن فوتبال اهل نیجریه بود.
از باشگاه‌هایی که در آن بازی کرده‌است می‌توان به باشگاه فوتبال ام‌وی‌وی ماستریخت و باشگاه فوتبال قیصریه‌اسپور اشاره کرد.
وی همچنین در تیم ملی فوتبال نیجریه بازی کرده‌است.